# Auenwald
Auenwald település Németországban, azon belül Baden-Württembergben. Lakosainak száma 6816 fő (2023. december 31.).

## Népesség
A település népessége az elmúlt években az alábbi módon változott:
| Lakosok száma | 3260 | 3736 | 4527 | 5123 | 5376 | 6088 | 6794 | 6976 | 6740 | 6816 |
|               | 1961 | 1967 | 1974 | 1980 | 1987 | 1993 | 2000 | 2006 | 2013 | 2023 |

 Szomszédos települések: északnyugaton Backnang, északon Sulzbach an der Murr, északkeleten Murrhardt, délkeleten Althütte, délnyugaton Weissach im Tal.